# Grigorij Petrovič Černyšëv
Grigorij Petrovič Černyšëv (in russo: Григорий Петрович Чернышёв) (31 gennaio 1672 – San Pietroburgo, 10 agosto 1745) è stato un ufficiale russo.

## Carriera
All'età di diciassette anni fu mandato a Simbirsk e a Astrachan'. Nel 1695 partecipò alla campagna d'Azov e nel 1704 nella Grande guerra del Nord dove si distinse nell'assedio di Narva, nel 1709 nella battaglia di Poltava dove comandò un distaccamento nell'assedio di Vyborg, guidò una spedizione in Finlandia (1713-1714). Comandò il 65º reggimento di fanteria a Mosca.
Dal 1718, divenne membro del Consiglio dell'Ammiragliato. Alla fine della Grande guerra del Nord, ricoprì importanti incarichi amministrativi come Governatore di Voronež (1725-1726) e delle province di Livonia (1727-1729).
Nel 1730, fu nominato senatore e divenne comandante in capo.
Il 14 settembre 1731 venne nominato Governatore Generale di Mosca. Fu membro della Commissione d'inchiesta sul caso di Artemij Petrovič Volynskij. Nel 1742, in occasione dell'incoronazione di Elisabetta, ricevette il titolo di conte.

## Matrimonio
Nel 1710 sposò Avdot'ja Ivanovna Rževskaja (1693-1747). Ebbero otto figli:
- Natal'ja Grigor'evna (5 aprile 1711-1760), sposò il principe Michail Andreevič Belosel'skij-Belozerskij;
- Pëtr Grigor'evič (24 marzo 1712-20 agosto 1773);
- Grigorij Grigor'evič (1717-1750);
- Zachar Grigor'evič (1722-1784);
- Anna Grigor'evna (9 settembre 1724-28 settembre 1770), sposò Fëdor Golicyn;
- Ivan Grigor'evič (1726-1797);
- Ekaterina Grigor'evna (1734-21 agosto 1791), sposò in prime nozze Nikolaj Kirillovič Matjuškin e in seconde nozze Pëtr Grigor'evič Plemjannikov.
- Marija Grigor'evna.

## Morte
Morì il 10 agosto 1745 a San Pietroburgo e fu sepolto nel Monastero di Aleksandr Nevskij.